# Christine Zwiegers
Christine Zwiegers, née le 19 août 1986 à Pretoria,  est une nageuse sud-africaine.

## Carrière
Aux Jeux africains de 2003 à Abuja, Christine Zwiegers est médaillée d'or des relais 4 x 100 mètres nage libre et 4 x 200 mètres nage libre ainsi que médaillée d'argent du 100 mètres nage libre.
Elle participe ensuite aux Jeux afro-asiatiques de 2003 à Hyderabad, où elle est médaillée d'or du 4 x 100 mètres quatre nages et médaillée d'argent des 100, 200, 4 x 100 et 4 x 200 mètres nage libre.
Aux Jeux du Commonwealth de la jeunesse de 2004 à Bendigo, elle obtient l'or sur 4 x 100 mètres nage libre et le bronze sur 4 x 200 mètres nage libre.